# Region Arta
Region Arta (arab. دائرة ارتا, fr. Region d'Arta) – jeden z 6 regionów w Dżibuti, znajdujący się w centralnej części kraju.